# Двойченков, Павел Иванович
Павел Иванович Двойченков (1917-1943) — старший лейтенант Рабоче-крестьянской Красной Армии, участник Великой Отечественной войны, Герой Советского Союза (1943).

## Биография
Павел Двойченков родился в 1917 году в селе Гололобово (ныне — Краснинский район Липецкой области) в крестьянской семье. Получил среднее образование. В 1939 году Двойченков был призван на службу в Рабоче-крестьянскую Красную Армию. Окончил артиллерийское училище. С июня 1941 года — на фронтах Великой Отечественной войны. К октябрю 1943 года старший лейтенант Павел Двойченков командовал батареей 576-го артиллерийского полка 167-й стрелковой дивизии 38-й армии Воронежского фронта. Отличился во время битвы за Днепр.
Под вражеским огнём Двойченков вместе со своей батареей переправился через Днепр и принял активное участие в захвате Лютежского плацдарма. За период с 6 по 11 октября 1943 года батарея Двойченкова нанесла вражеским войскам серьёзный урон в боевой технике и живой силе. 14 октября 1943 года, находясь на передовой, Двойченков погиб в бою. Похоронен в селе Лютеж Вышгородского района Киевской области Украины.
Указом Президиума Верховного Совета СССР от 13 ноября 1943 года старший лейтенант Павел Двойченков посмертно был удостоен высокого звания Героя Советского Союза. Также посмертно был награждён орденом Ленина.